# ジョナサン・ボロフスキー

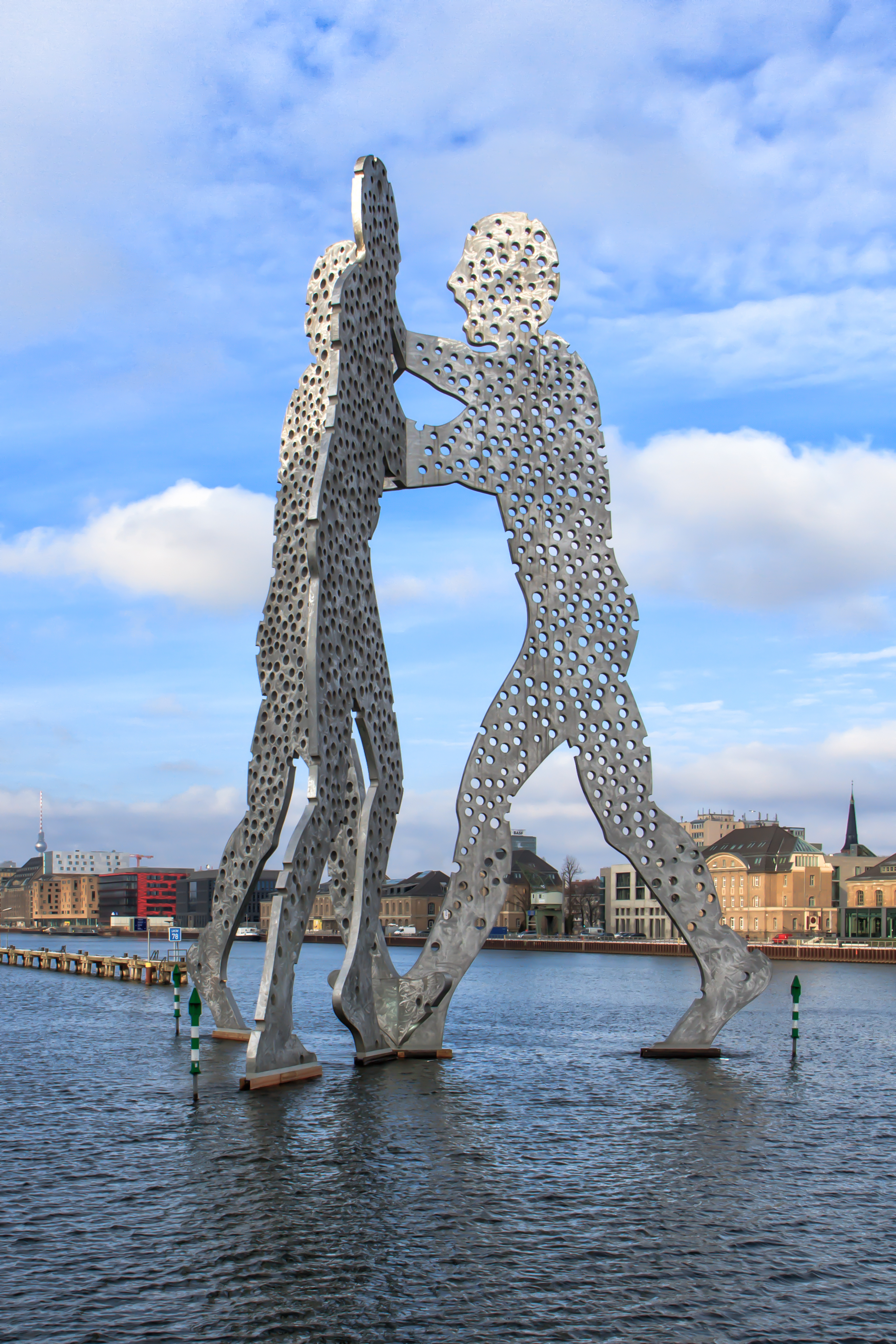
ベルリンにあるボロフスキーの作品「Molecule Man」

ジョナサン・ボロフスキー (Jonathan Borofsky、1942年 - )はコンセプチュアル・アートから始まった美術家。その後、ミニマル・アートとランド・アートとポップ・アートを折衷させた様式へ到達。

## 略歴
マサチューセッツ州ボストン生まれ。カーネギーメロン大学で学んだ後、フランスのEcole de Fontainebleau で研鑽を積んだ。ボロフスキーは1960年代の文化の影響を強烈に受け、最も有名なのは「1から無限へのカウンティング」であろう。もちろん文書のみで作品は完結しており、数を1から順に毎日書くだけで作品にしてしまった。しかし、彼の活動は1972年からコンセプチュアル・アート的な側面からは離れて、大きな空間を自由に使った表現に変更された。「歩く人Walking Man (1995)」は17メートルも使った巨大な彫刻を人が歩いた一コマに凝縮したものであり、「空へ向かって歩くWalking to the Sky (2006)」では棒状の巨大なオブジェを人が登ってゆく一コマに凝縮したものである。その彫刻は色彩や立体のいずれもコンピュータゲームの一コマを切り取ったかのような設計で、そのいずれも巨大な面積や体積がないと不可能な形態をとっていることから、彼はコンセプチュアル・アート時代から極大や無限といった神秘に取り憑かれていたままで、本質的には変わっていなかった芸術家であったと言っても過言ではない。
それでも彼はコンセプチュアル・アートに寄与した人物の一人であることは間違いなく、どの教科書にもボロフスキーの例は理解が速いのか顕著に引用される。アメリカ合衆国を離れても国際的に評価されている。

## 展示歴
- 2004年 - Rockefeller Center, New York City
- 2002年 - Fondazione Sandretto Re Rebaudengo, Cuneo, Italy
- 1999年 - 「男と女」霧島アートの森
- 1999年 - Kunstmuseum Basel; Remba Gallery, Los Angeles
- 1996年 - Whitney Museum of American Art, New York City
- 1992年 - Documenta 9, Kassel
- 1987年 - Documenta 8, Kassel
- 1985年 - Berkeley Art Museum, Berkeley, California
- 1984年 - Stadel, Frankfurt
- 1982年 - Documenta 7, Kassel
- 1981年 - Contemporary Arts Museum, Houston, Texas